# 타데우시 지엘린스키
타데우시 슈테판 지엘린스키(폴란드어: Tadeusz Stefan Zieliński, 1859년 9월 14일 ~ 1944년 5월 8일)는 저명한 폴란드의 고전학자, 사학가이자 러시아어로 소포클레스와 에우리피데스같은 고전 작가들을 번역한 번역가이다. 그는 고대 그리스 문화사, 종교와 고전 교육, 고전의 대중화에 관한 책을 냈다. (대부분은 러시아어와 독일어로 저술)
그는 국립 상트페테르부르크 대학교 교수(1890-1922)였고, 그 후로 17년간 전간기 폴란드의 바르샤바 대학교 교수(1922-1939)였으며 야기엘론스키 대학교와 12곳의 서유럽 대학교에서 명예 교수 학위를 받았다(1930). 1933년부터 1939년까지 지엘린스키는 폴란드 문학 아카데미의 명망있는 회원이었다.
지엘린스키는 고전 학문의 여러 분야에서 활동했으며 지금까지도 계속 인용되는 키케로의 산문에서의 운율성에 대한 연구(1904)는 서양에서 가장 알려진 그의 연구이다. 그의 딸은 1938년 소련체제에 의해 처형된 블라디미르 베네슈비치 교수의 아내였다. 아드리안 피오트로프스키는 그의 친자이다.